# Valltjärnen (Malå socken, Lappland)
Valltjärnen är en sjö i Malå kommun i Lappland och ingår i Skellefteälvens huvudavrinningsområde.